# Caméléon casqué
Chamaeleo calyptratus
Espèce
Synonymes
- Chamaeleo calcaratus Peters, 1870
- Chamaeleo calcarifer Peters, 1871
- Chamaeleo chamaeleon calcarifer Peters, 1871

Statut de conservation UICN

 LC  : Préoccupation mineure
Statut CITES
Chamaeleo calyptratus, le Caméléon casqué ou Caméléon casqué du Yémen, est une espèce de sauriens de la famille des Chamaeleonidae.

## Répartition
Cette espèce se rencontre en Arabie saoudite et au Yémen.
Elle a été introduite en Floride.

## Description

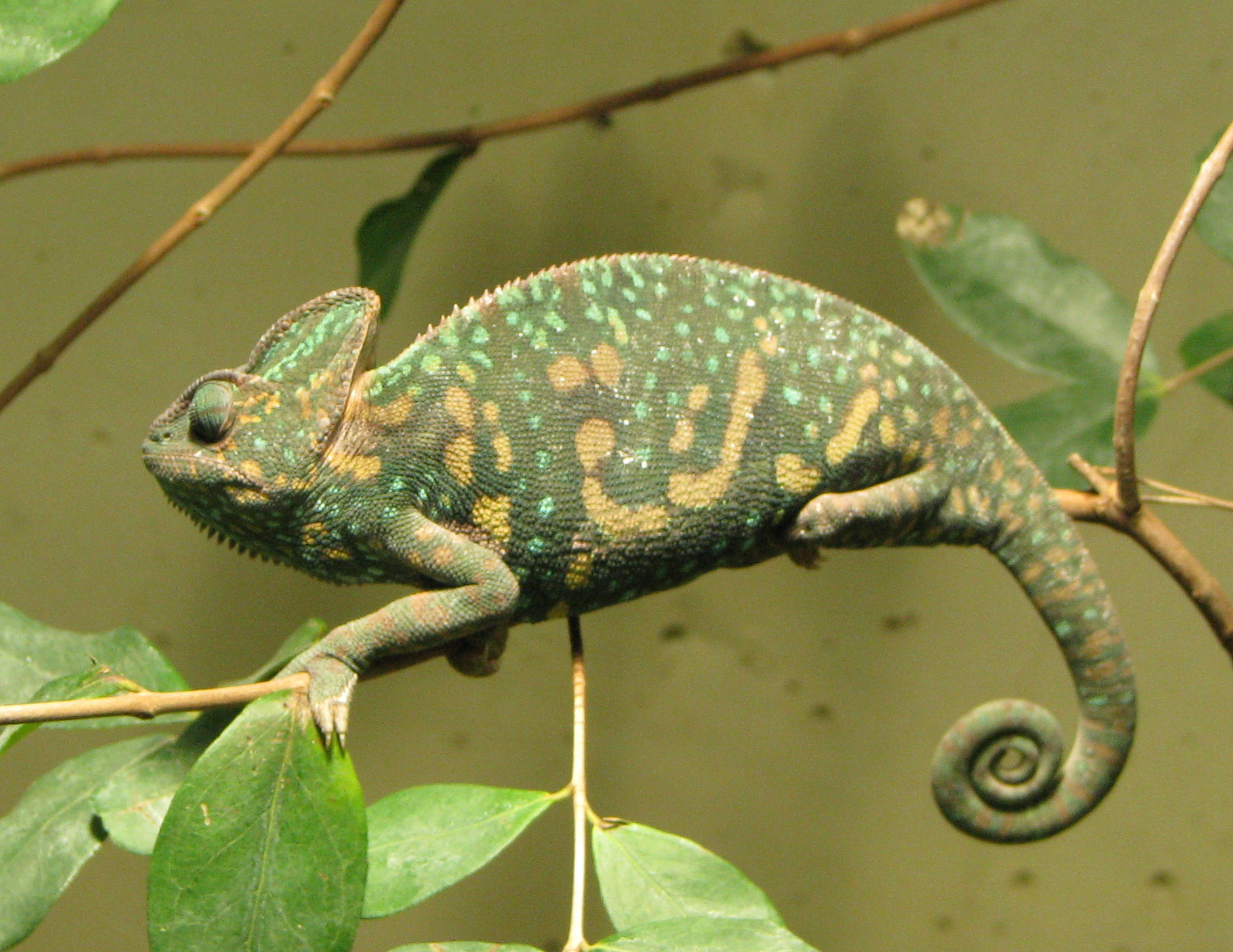
Chamaeleo calyptratus femelle

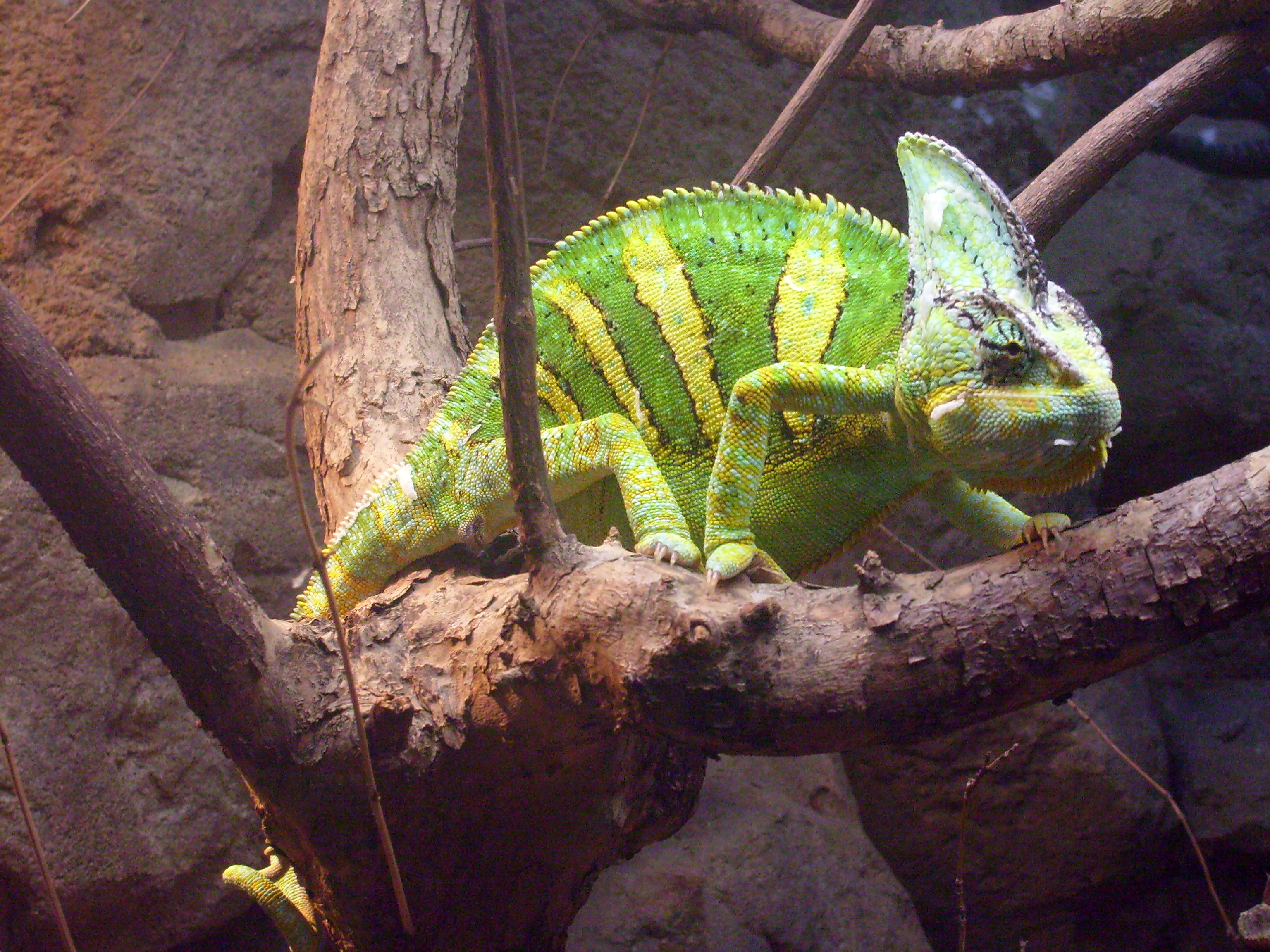
Chamaeleo calyptratus

Le mâle peut atteindre 50 à 60 cm de long, est de couleur verte avec des rayures jaunes et orange contrairement aux femelles qui sont uniformément bleues ou vertes. Il possède sur la tête un casque imposant caractéristique.
Le caméléon casqué fréquente les zones humides avec une forte amplitude thermique (25-30 °C le jour et 20 °C la nuit). On peut l'observer dans les zones cultivées, ou au sommet des arbres. Originaire des forêts de la péninsule arabique (Yémen et Arabie saoudite). Sa principale caractéristique est la présence d'un « casque » sur le crâne, 2 fois plus grand chez les mâles que chez les femelles, et pouvant atteindre 8 cm. La coloration de base, verte et jaune, peut changer pour une gamme impressionnante de couleurs différentes. Contrairement aux idées reçues, ces changements n'ont pas lieu pour se fondre dans l’environnement, mais pour suivre des facteurs internes (état émotionnel, état de santé) ou externes (par exemple, une couleur plus sombre lui permet de mieux absorber la chaleur du soleil). Comme tous les caméléons, il est principalement insectivore et chasse à l'aide de sa langue qui atteint la même longueur que son corps. Il peut la propulser pour attraper ses proies grâce à son extrémité collante. Adulte, il devient omnivore et mange alors également des végétaux. Le caméléon Calyptratus, aussi surnommé caméléon casqué du Yémen, en raison du pays d'où il est originaire et de son casque qui est très imposant surtout chez les mâles. On peut le retrouver aussi en Arabie saoudite et aux États-Unis où il a été introduit par l'homme avec succès. 
En captivité, c'est un caméléon que l'on pourra recommander aux débutants. Son maintien est aisé tant que l'on respecte scrupuleusement les bons paramètres environnementaux. Un terrarium de type grillagé est indispensable pour assurer une bonne circulation d'air, avec de très nombreuses branches. Les températures au point chaud varient de 30 à 40 °C suivant l'âge de l'animal, avec une zone froide de 24 à 26 °C. Une source d'UV-b est également indispensable. L'hygrométrie ne doit pas être trop élevée, mais des pulvérisations quotidiennes permettent au caméléon de boire. Attention, les mâles sont très territoriaux et ne peuvent être maintenus à plusieurs. Les animaux peuvent être sexés jeunes : les mâles disposent d'ergots sur les pattes arrière que les femelles n'ont pas. 
- Différenciation des sexes : le mâle possède une sorte d'éperon sur les pattes.
- Maturité sexuelle : 4 - 6 mois.
- Gestation : entre 1 et 3 mois.
- Incubation : entre 140 et 230 jours.
- Ponte : 3 à 4 pontes de 30 à 80 œufs par an en moyenne.
- Longévité : 4-6 ans.

## Comportement
Ce caméléon est considéré comme « solitaire », car il supporte très mal d’avoir un autre caméléon en face de lui. Lors d'une intimidation, il est possible que le caméléon ait un changement de comportement. Il gonfle les flancs et change de couleurs avec des couleurs assez vives. Il ouvre la gueule et souffle jusqu'à ce que l'un des deux soit dominé et parte.

## Liste des sous-espèces
Selon The Reptile Database (7 juin 2012) :
- Chamaeleo calyptratus calcarifer Peters, 1871 d'Arabie saoudite
- Chamaeleo calyptratus calyptratus Duméril & Bibron, 1851 du Yémen

## En captivité
Ce caméléon est élevé par certains terrariophiles.

## Publications originales
- Duméril & Bibron, 1851 : Catalogue Methodique de la Collection des Reptiles, Museum d’histoire naturelle de Paris, Gide & Baudry, p. 1-224 (texte intégral).
- Peters, 1871 "1870" : Beitrag zur Kenntnis der herpetologische Fauna von Südafrika. Monatsberichte der Königlich Preussischen Akademie der Wissenschaften zu Berlin, vol. 1870, p. 110-115.